# 3861 Lorenz
A 3861 Lorenz (ideiglenes jelöléssel A910 FA) a Naprendszer kisbolygóövében található aszteroida. J. Helffrich fedezte fel 1910. március 30-án.